# 马杜拉沃耶尔
马杜拉沃耶尔（Maduravoyal），是印度泰米尔纳德邦Thiruvallur县的一个城镇。总人口44127（2001年）。

## 人口
该地2001年总人口44127人，其中男性22893人，女性21234人；0—6岁人口5429人，其中男2746人，女2683人；识字率72.83%，其中男性为77.87%，女性为67.41%。